# David Charles Cannatella
David Charles Cannatella (1954) es un herpetólogo estadounidense.
Desarrolla actividades científicas y académicas como profesor asociado y curador de Herpetología en la Universidad de Texas en Austin.

## Obra

### Algunos taxones descritos
- Atelopus lynchi
- Atelopus peruensis
- Cochranella bejaranoi
- Cochranella phenax
- Cochranella pluvialis
- Engystomops coloradorum
- Engystomops guayaco
- Engystomops montubio
- Engystomops randi
- Frostius pernambucensis
- Hyalinobatrachium bergeri
- Hylomantis psilopygion
- Hypodactylus lucida
- Lynchius nebulanastes
- Osornophryne talipes
- Phyllomedusa atelopoides
- Phyllomedusa duellmani
- Phyllomedusa ecuatoriana
- Pristimantis achuar
- Pristimantis altamnis
- Pristimantis kichwarum
- Pseudacris fouquettei
- Truebella
- Truebella skoptes
- Truebella tothastes

### Algunas publicaciones
- Tarvin, R. D., J. C. Santos, L. A. O’Connell, H. H. Zakon,  D. C. Cannatella. 2016. Convergent substitutions in a sodium channel suggest multiple origins of toxin resistance in poison frogs. Molecular Biology and Evolution 33:1068–1081.

- Yuan, Z-Y., W.-W. Zhou, X. Chen, N. A. Poyarkov Jr, H.-M. Chen, N.-H. Jang-Liaw, W.-H. Chou, N. J. Matzke, K. Iizuka, M.-S. Min, S. L. Kuzmin, Y.-P. Zhang,  D. C. Cannatella, D. M. Hillis, J. Che. 2016. Spatiotemporal diversification of the True Frogs (Genus Rana): A historical framework for a widely studied group of model organisms. Systematic Biology 65:824–842.

- Cannatella, D. C. 2015. Review: Marsupial frogs: Gastrotheca and allied genera. Phyllomedusa: Journal of Herpetology 14:167-170.

- Ortega-Andrade, H. M., O. R. Rojas-Soto, J. H. Valencia, A. E. de los Monteros, J. J. Morrone, S. R. Ron, D. C. Cannatella. 2015. Insights from integrative systematics reveal cryptic diversity inPristimantis frogs (Anura: Craugastoridae) from the Upper Amazon Basin. PloS ONE 10:e0143392.

- Cannatella, D. C. 2015. Xenopus in time and space: fossils, node calibrations, tip-dating, and paleobiogeography. Cytogenetic and Genome Research 145:283–301.

- Colli, G. R., Hoogmoed, M. S., Cannatella, D. C. et al. 2015. Description and phylogenetic relationships of a new genus and two new species of lizards from Brazilian Amazonia, with nomenclatural comments on the taxonomy of Gymnophthalmidae (Reptilia: Squamata). Zootaxa 4000:401–427.

- Salerno, P. E., J. C. Señaris, F. J. M. Rojas-Runjaic, D. C. Cannatella. 2015. Recent evolutionary history of Lost World endemics: population genetics, species delimitation, and phylogeography of sky-island treefrogs. Molecular Phylogenetics and Evolution 82:314–323.

- Brown R. M., C. D. Siler, S. J. Richards, A. C. Diesmos, D. C. Cannatella. 2015. Multilocus phylogeny and a new classification for Southeast Asian and Melanesian forest frogs (family Ceratobatrachidae). Zoological Journal of the Linnean Society 174:130–168.

## Abreviatura (zoología)
La abreviatura Cannatella  se emplea para indicar a David Charles Cannatella como autoridad en la descripción y taxonomía en zoología.